# カリフォルニア・ジャム2
カリフォルニア・ジャム2 (California Jam II、またはCal Jam IIとしても知られる) は、1978年3月18日にカリフォルニア州オンタリオにあるオンタリオ・モーター・スピードウェイで開催された音楽フェスティバルで、レナード・ストーゲル、サンディ・フェルドマン、ドン・ブランカーがプロデュースした。35万人以上が参加。イベントは、ウルフ&リスミラー・コンサーツが主催した。このフェスティバルは、1974年に開催されたオリジナルのカリフォルニア・ジャムの続編となるものだった。

## 出演者
- エアロスミス
- フォリナー
- ハート
- マホガニー・ラッシュ（英語版）
- デイヴ・メイソン（英語版）
- ジャン・ミッシェル・ジャール
- ルビコン
- サンタナ
- ボブ・ウェルチ
- テッド・ニュージェント

## 放送、テレビ放送、レコード・リリース
フェスティバルの数か月後、ハイライトを特集したテレビ特別番組が、アメリカン・ブロードキャスティング・カンパニーのネットワークで放送された。CBSレコードは、コンサートから選曲された楽曲を収録した2枚組LPのサウンドトラック・アルバム『カリフォルニア・ジャム・2・ライヴ』を同時にリリースした。アルバム収録曲は以下に示す。サウンドトラックには、CBSとレーベル契約しているアーティストのみが収録されたため、ボブ・ウェルチとフォリナーの楽曲は収録されなかった。
地元のラジオ局、KMETとKLOSは、公演のライブ同時放送を行った。音響システムの質が悪かったため、観客の多くはコンサートをラジオで聴いた。

## アルバム収録曲
| #   | タイトル                                            | 作詞・作曲                                                                                                   | 時間 |
| --- | --------------------------------------------------- | --- | ---- |
| 1.  | 「Jugando」(サンタナ)                               | カルロス・サンタナ、ホセ・アレアス                                                                           | 2:04 |
| 2.  | 「Dance Sister Dance (Baila Mi Hermana)」(サンタナ) | レオン・チャンクラー、トム・コスター、デヴィッド・ルビンソン                                                 | 7:41 |
| 3.  | 「Let It Go, Let It Flow」(デイヴ・メイソン)        | デイヴ・メイソン                                                                                             | 4:21 |
| 4.  | 「We Just Disagree」(デイヴ・メイソン)              | ジム・クルーガー                                                                                             | 3:04 |
| 5.  | 「Love Alive」(ハート)                              | アン・ウィルソン、ナンシー・ウィルソン、ロジャー・フィッシャー                                               | 4:29 |
| 6.  | 「Little Queen」(ハート)                            | A・ウィルソン、N・ウィルソン、フィッシャー、マイケル・デロージャー、ハワード・リース、スティーヴ・フォッセン | 6:49 |
| 7.  | 「Free-for-All」(テッド・ニュージェント)            | テッド・ニュージェント                                                                                       | 5:09 |
| 8.  | 「Snakeskin Cowboys」(テッド・ニュージェント)       | テッド・ニュージェント                                                                                       | 4:35 |
| 9.  | 「Same Old Song and Dance」(エアロスミス)           | スティーヴン・タイラー、ジョー・ペリー                                                                       | 3:13 |
| 10. | 「Draw the Line」(エアロスミス)                     | タイラー、ペリー                                                                                             | 4:34 |
| 11. | 「Chip Away the Stone」(エアロスミス)               | タイラー、ペリー、リチャード・スパ                                                                           | 4:06 |
| 12. | 「Oxygène Part V」(ジャン・ミッシェル・ジャール)    | ジャン・ミッシェル・ジャール                                                                                 | 4:38 |
| 13. | 「I'm a King Bee」(マホガニー・ラッシュ)            | スリム・ハーポことジェイムズ・ムーア                                                                         | 6:22 |
| 14. | 「Johnny B. Goode」(マホガニー・ラッシュ)           | チャック・ベリー                                                                                             | 8:04 |
| 15. | 「Never Gonna Leave」(ルビコン)                     | マックス・ハスケット                                                                                         | 3:43 |
| 16. | 「Too Hot to Handle」(ルビコン)                     | ジャック・ブレイズ、デニス・マルセリーノ                                                                     | 4:06 |